# توسیات
توسیات (به فرانسوی: Tossiat) یک کمون (فرانسه) در فرانسه است که در ان (اوورنی-رون-آلپ) واقع شده‌است. توسیات ۱۰٫۱۷ کیلومتر مربع مساحت دارد.